# Erdész Zoltán
Erdész Zoltán (Vác, 1971. december 8. –) magyar mérnök, közgazdász, politikus, országgyűlési képviselő.

## Életpályája

### Iskolái
1990–1996 között a Kertészeti és Élelmiszeripari Egyetem hallgatója volt. 1996–1998 között a Janus Pannonius Tudományegyetem Közgazdaságtudományi Karának pénzügyi szakán tanult. 2000-től a Nemzetközi Bankárképző Központban tanult.

### Politikai pályafutása
1995–1998 között Dunakeszi önkormányzati képviselője (Fidesz) volt. 1995–1998 között a városfejlesztési bizottság elnöke volt. 1998-ban polgármesterjelölt volt. 1998–2002 között a Pest Megyei Önkormányzat tagja volt. 1998 óta Dunakeszi alpolgármestere. 2002–2006 között országgyűlési képviselő (Pest megye) volt. 2002–2006 között az Informatikai és távközlési bizottság tagja volt. 2006-ban képviselőjelölt volt.

## Családja
Szülei: Erdész Mihály és Hanzerik Éva. Nős, felesége, Tolnay Rita.